# デソニド
デソニド(Desonide)は、1970年代から用いられてきた、弱い局所的副腎皮質ホルモンの国際一般名である。成人及び子供のアトピー性皮膚炎や脂漏性湿疹、接触皮膚炎、乾癬の治療に主に用いられている。安全性はかなり高く、Verdeso Foamの商標で、クリーム、軟骨、ローション等の形で入手できる。アメリカ合衆国では、2番目に弱いグループのVI類の副腎皮質ホルモンに分類される。